# Crudia chrysantha
Crudia chrysantha là một loài thực vật có hoa trong họ Đậu. Loài này được (Pierre) K.Schum. miêu tả khoa học đầu tiên.